# كلايف ولمر
كلايف ولمر (بالإنجليزية: Clive Wilmer)‏ هو شاعر بريطاني، ولد في 10 فبراير 1945.